# Weiler bei Bingen
Pour les articles homonymes, voir Weiler.
Weiler bei Bingen est une municipalité de la Verbandsgemeinde Rhein-Nahe, dans l'arrondissement de Mayence-Bingen, en Rhénanie-Palatinat, dans l'ouest de l'Allemagne.

## Références

Localisation de Weiler bei Bingen dans la Verbandsgemeide et dans l'arrondissement